# Laci Mosley
Laci Risë Mosley (Terrell (Texas), 4 juli 1991) is een Amerikaans actrice. Ze speelde in diverse films en series, waaronder The Wedding Year, Better Call Saul en iCarly.

## Filmografie

### Film
- 2019: 007: Diva Cup, als Bondgirl
- 2019: The Wedding Year, als Violet
- 2023: The Out-Laws, als Marisol
- 2024: Halfrican American, als Dezz

### Televisie
- 2014: History Detectives, als Mollie Smith
- 2015: First Dates, als Jamie
- 2017: I Want My Phone Back, als studiopubliek
- 2018: Insecure, als zwarte vrouw
- 2019: Florida Girls, als Jayla
- 2019-2020: Single Parents, als Sharon
- 2020: Better Call Saul, als Honeydrew
- 2021: A Black Lady Sketch Show, als verschillende personages
- 2021-2023: iCarly, als Harper Bettancourt
- 2022: Kenan, als Rachelle
- 2022-2023: Lopez vs Lopez, als Brookie
- 2022: Little Demon, als verschillende personages (stemrol)
- 2022: Sherman's Showcase, als Rhonda
- 2025: Going Dutch, als sergeant Dana Conway

### Podcast
- 2023: Yes We Cannabis, als Nicole